# Вермикуларни лив
Вермикуларни лив или ливено гвожђе са вермикуларним графитом (међународна скраћеница "GJV") је ливени метеријал у коме је графит издвојен у облику вермикула или „црва“. У енглеском говорном подручју се ова врста лива назива compacted graphite iron, скраћено "CGI".